# 岩上紘一郎
岩上紘一郎（いわがみ こういちろう、1985年3月15日 - ）は、日本のキャスティングディレクター、映画プロデューサーである。
東京都渋谷区出身。College of Santa Fe(現 Santa Fe University of Art and Design)映画科卒業。株式会社カイジュウ代表。

## 来歴・人物
幼少時に観た「インディ・ジョーンズ／魔宮の伝説」でハリウッド映画に憧れ15歳で単身渡米。College of Santa Fe(現 University of Art and Design)映画科で監督を志す。卒業後、ロバート・ダウニー・ Jr.主演の「デュー・デート」にプロダクション・アシスタントとして参加。その後、テレビドラマ「ザ・プロテクター/狙われる証人たち」でヤクザ役のオーディションを手伝った経験からキャスティングに興味を持ち、同作品のキャスティングディレクターだったキャサリン・ブリンクに３年間師事し、キャスティングを基礎から学ぶ。
2015年に帰国し、キャスティング専門会社である株式会社カイジュウを設立。
世界に通用する日本人俳優を排出するキャスティングディレクターとしてHollywood Reporter紙とJapan Times紙で紹介されている。

## 参加作品
映画・テレビドラマ
- 『レモネード・マウス』（2010年、キャスティング・アシスタント）[4]
- 『ブレイキング・バッド』(2011年、エキストラ・キャスティング)[4]
- 『ザ・ホスト 美しき侵略者』(2013年、キャスティング・アシスタント)
- 『ルパン三世 』(2014年、ボイス・キャスティング)
- 『Dance! Dance! Dance!』(2014年、キャスティング)
- 『ジュリエット×２ ～恋音ミュージカル～』(2014年、キャスティング)
- 『Ierey-san. Ispoved Samuraya』(2015年、キャスティング)
- 『Mr.ホームズ 名探偵最後の事件』(2015年、キャスティング協力)
- 『Heart Felt』(2015年、キャスティング)
- 『Der grosse Sommer』(2016年、キャスティング)
- 『Man in Phone』(2016年、キャスティング)
- 『JUKAI－樹海－』(2016年、キャスティング)
- 『GIRLS/ガールズ 』(2016年、キャスティング)
- 『The People Garden』(2016年、キャスティング)
- 『チェルシー』(2016年、キャスティング)
- 『ミュータント・ニンジャ・タートルズ 影（シャドウズ）』(2016年、キャスティング協力)
- 『ロスト・エモーション』(2016年、キャスティング)
- 『Donny the Drone』(2017年、キャスティング)
- 『Tokyo Project』(2017年、キャスティング)
- 『Stay』(2018年、キャスティング)
- 『アウトサイダー』(2018年、キャスティング)[3][2]
- 『Moon Rabbit』(2018年、キャスティング)
- 『Darkness of Otherwhere』(2019年、キャスティング)
- 『Robu』(2019年、キャスティング)
- 『Story Game』(2020年、キャスティング)
- 『ミス・オオサカ』(2020年、キャスティング)
- 『TOKYO VICE』(2022年、キャスティング)